# Glenledi

Glenledi, aussi connu sous le nom de Bull Creek, est une petite ville agricole costale et de vacances située à l’est de la localité de Milton, dans la région d’Otago dans l’ Île du Sud de la Nouvelle-Zélande. 

## Situation
Elle siège à l’extrémité nord de Chrystall's Beach, à 6 kilomètres au nord-est, le long de la côte à partir de Toko Mouth. 
Le petit cours d’eau nommé: « Glenledi Stream» entre dans l’océan Pacifique au niveau de  Bull Creek, passant à travers une crique protégée par un récif, entouré par du  bush natif  .

## Toponymie
Glenledi  est une corruption du nom du premier colon nommé "Glen Lady", applique pour la première fois à la zone  par une fille du révèrent Mr Dewes. 
Le nom de Bull Creek vient probablement du fait de la présence d’un des premiers chasseurs de baleines  nommé :Robert O'Neill,  dont la force lui gagna le surnom de "John Bull". 
Le secteur en langue Māori était : Moanariri (signifiant "angry sea") est toujours utilisé occasionnellement ,